# Petre Mavrogheni
Petre Mavrogheni (Iași, 1819-Viena, 1887) fue un político, empresario y diplomático rumano.

## Biografía
Nacido en 1819 en Iași, recibió su educación en París, de donde regresó a su ciudad natal bajo el gobierno de Mihail Sturdza e inmediatamente ocupó una serie de puestos preparatorios en los altos cargos del Estado. En 1849 ocupó el cargo de prefecto en Galați y luego se le confió la cartera del Ministerio de Finanzas.  Tras la caída de Sturdza, Mavrogheni fue, a su vez, durante el reinado de Grigore Ghica, ministro de Asuntos Exteriores y de Obras Públicas.
Tras la abdicación de Ghica, trabajó en la unificación de los Principados e incluso fue candidato a domnitor. Tras la elección de Alexandru Ioan Cuza, Mavrogheni se retiró de la vida política y se dedicó al negocio ferroviario, en el que no tuvo éxito y con el que perdió buena parte de su fortuna.  En 1866 participó en el derrocamiento del príncipe Cuza y entró en el primer ministerio a partir del 11 de febrero, bajo la presidencia de Ioan Ghica, en Finanzas. Luego pasó a Asuntos Exteriores en julio bajo la presidencia de Lascăr Catargiu para hacerse cargo de la cartera de Finanzas del 15 de julio de 1866 al 2 de marzo de 1867. Del 11 de marzo de 1871 al 7 de enero de 1875, volvió a ser el ministro de Hacienda en el gobierno de Catargiu. En 1881, ya retirado de la política militante, fue nombrado embajador de Rumanía en Roma, desde donde fue trasladado a Constantinopla y luego a Viena, donde murió en abril de 1887. Según Rosetti, Mavrogheni fue una persona con amplios conocimientos económicos y financieros.